# Saint-Thibault-des-Vignes
Saint-Thibault-des-Vignes là một xã ở tỉnh Seine-et-Marne, thuộc vùng Île-de-France ở miền bắc nước Pháp.

## Dân số
Người dân ở Saint-Thibault-des-Vignes được gọi là Théobaldiens.
Điều tra dân số năm 1999, xã này có dân số là 6.382.